# Tawfik Toubi
Tawfik Toubi (11 de maio de 1922 - 12 de março de 2011) foi um político comunista árabe-israelense.